# Folke Arström

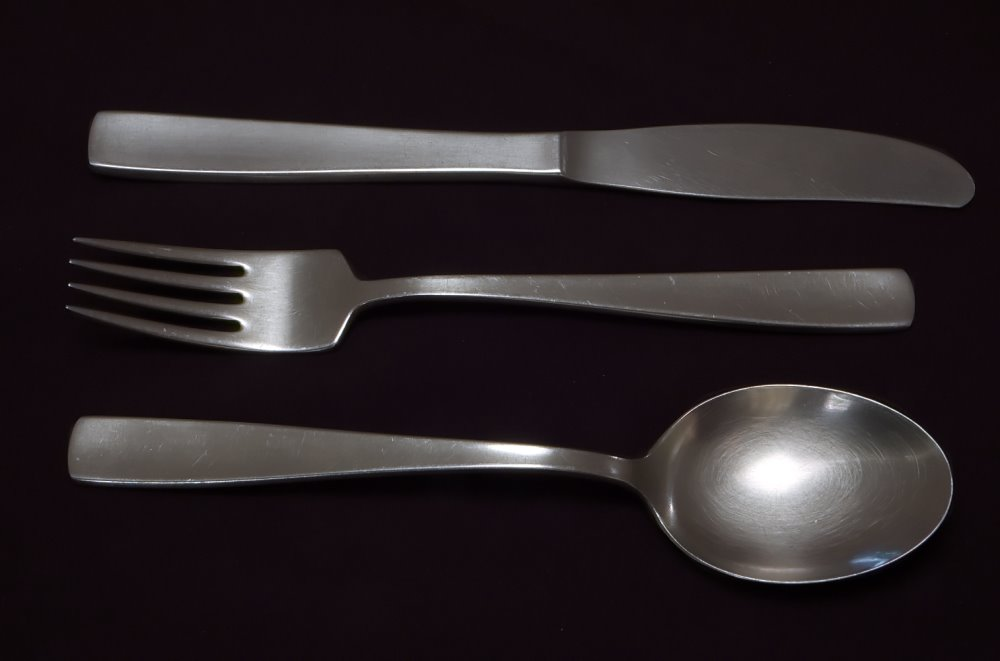
Posateria progettata da Arström

Folke Emanuel Arström (Bromma, 15 ottobre 1907 – 15 ottobre 1997) è stato un designer svedese.

## Formazione
Arström si è formato tra la Scuola artigiana di Linköping, il Regio Istituto di Tecnologia e il Regio Collegio Universitario di Belle Arti di Stoccolma. Durante gli anni di studio dipinse e lavorò come designer grafico, facendosi conoscere all'Esposizione di Stoccolma del 1930.

## Attività
Dopo aver lavorato come pittore fondò il proprio studio nel 1934, occupandosi del progetto di manifesti e carte geografiche per il Museo Storico Nazionale di Stoccolma.
I primi prodotti in argento risalgono al periodo che va dal 1935 al 1940, la maggior parte progettati per la GuldsmedsAktieBolaget.
Arström è stato direttore artistico dell'azienda Gense dal 1940 al 1960. Per l'azienda vennero progettate le posaterie Thebe (1944) e Focus (1956). Quest'ultima ebbe molto successo negli Stati Uniti d'America.

## Premi
- Medaglia d'Oro alla IX Triennale di Milano, 1951

- Trofeo Gregor Paulsson, 1961